# مانون برياند
مانون برياند (بالفرنسية: Manon Briand)‏ (و. 1964  م) هي مخرجة أفلام، وكاتبة سيناريو، ومنتجة أفلام كندية، ولدت في بيه كومو، كيبك.

## التعليم
تعلمت في جامعة كونكورديا.

## وصلات خارجية
- مانون برياند على موقع IMDb (الإنجليزية)
- مانون برياند على موقع ألو سيني (الفرنسية)
- مانون برياند على موقع أول موفي (الإنجليزية)
- مانون برياند على موقع قاعدة بيانات الفيلم (الإنجليزية)
- مانون برياند على موقع كينوبويسك (الروسية)